# Garnisonskirche Hameln

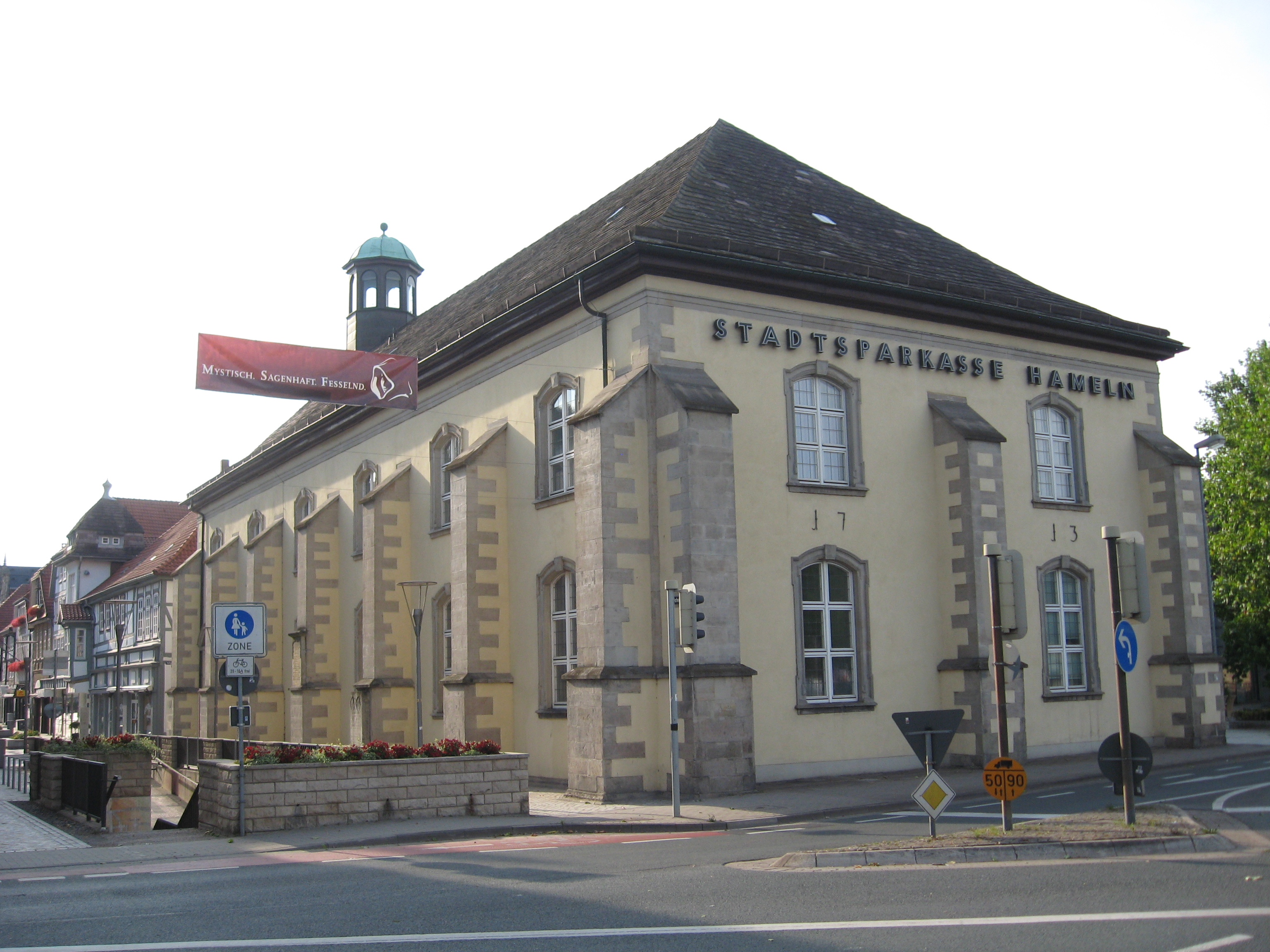
Garnisonskirche Hameln

Die Garnisonskirche Hameln ist eine frühere Kirche in Hameln in Niedersachsen. Das 1713 im Barockstil als Garnisonkirche errichtete Bauwerk diente bis 1842 der Garnison Hameln als Gotteshaus. Nach wechselnden Nutzungen hat seit 1929 ein Bankinstitut seinen Sitz in dem unter Denkmalschutz stehenden Gebäude in der Osterstraße 25.

## Geschichte
Die Garnisonskirche wurde an der Stelle eines Vorgängerbaus errichtet. Dies war die Kapelle des Heiliggeiststifts, in der ab 1670 Gottesdienste für Angehörige der in Hameln stationierten Garnison stattfanden. Da die Kapelle für diese Zwecke im Laufe der Zeit zu klein war, wurde sie 1711 abgerissen. Die neue Garnisonskirche mit einem achteckigen Dachreiter entstand am Kopfende des Heiliggeiststifts, ein Hospital für arme und kranke Bürger. Die Hamelner Bürger bezeichneten die Kirche als „grüner Reiter“ wegen des grünen Dachs des Dachreiters, dessen kupfernes Material oxidiert war. Die Kirche wurde von den in Hameln stationierten Offiziere und Soldaten für Gottesdienste genutzt. In der Kirche predigte der Theologe Philipp Spitta, der von 1830 bis 1835 Garnisonsprediger in Hameln und Gefängnisseelsorger des Gefängnisses Hameln war. Da die Kirche ab 1842 kaum noch besucht wurde, wurde sie 1852 geschlossen. 1861 ging sie in den Besitz der Stadt Hameln über. 1874 gab es Pläne, die frühere Kirche in eine Synagoge der jüdischen Gemeinde Hameln umzuwandeln. Der jüdische Gemeindevorsteher hatte das Gebäude bereits von der Stadt gekauft, die 1876 den Kauf rückgängig machte. Das Kirchenkonsortium in Hannover missbilligte das Vorhaben, da die Umwandlung einer Kirche in eine Synagoge das christliche Ehrgefühl angeblich mehr verletzten würde, als wenn das Gebäude zu profanen Zwecken genutzt würde.
1880 richtete die Stadt Hameln in der früheren Kirche kurzfristig eine Kunsthalle ein, machte sie aber noch im selben Jahr zu einem überdachten Exerzierplatz. 1881 wurde das Inventar wie Bänke, Altar, Orgel und Kanzel verkauft. 1884 war das Gebäude ein Lazarett für Cholerapatienten. Danach wurde sie bis 1914 eine Reithalle für Offiziere. Während des Ersten Weltkriegs wurde der ehemalige Kirchenbau ein Vorratslager für Kohle, Kartoffeln und Gemüse. Nach dem Krieg war er bis 1924 eine Jugendherberge. 1925 wurde im Bauwerk ein Kulturzentrum mit Festsaal eingerichtet.
Die Stadtsparkasse Hameln erwarb das Kirchengebäude 1929 und nutzte es als Bankinstitut. 1952 erfolgte wegen eng gewordener Räumlichkeiten ein Umbau, bei dem der ehemalige Stadtsaal im ersten Stock den Geschäftsräumen der Sparkasse angegliedert wurde. Weitere bauliche Umgestaltungen erfolgten in den Jahren 1964, 1978, 1987 bis 1993 und 1998 bis 2001. 2024 wurden Verwitterungsschäden am historischen Sandsteindach ausgebessert. Heute hat im früheren Kirchengebäude das zur Sparkasse Hameln-Weserbergland fusionierte Institut seinen Hauptsitz.